# Samsung Galaxy A9 (2018)
Phablet [ˈfæblɪt]IPA Samsung Galaxy A9 (2018) od korejských Samsung Electronics náleží do vyšší střední třídy, je ovládán operačním systémem Android 8.0 Oreo. Model byl představen 11. října 2018 v lombardském Miláně a jako prvý na světě nese pět fotoaparátů. Cena byla stanovena na 14 900 Kč.

## Parametry

### Hardware
A-devítka (ročník 2018) nese SoC Qualcomm Snapdragon 660 (14nm výrobní proces), sestávající ze dvou čtveřic ARMových jader (2,2 a 1,8 GHz), grafického akcelerátoru Adreno 512, 6 GiB RAM a 128 GiB interního úložiště, které lze rozšířit na 512 GiB via microSDXC. Mobil má slot na dvě nanoSIM karty a energii mu dodává baterie s kapacitou 3 800 mAh.
Mezi zabudovanými fotoaparáty hraje prim ten hlavní, 24megapixelový; disponuje autofokusem a má světelnost f/1.7. Dalším je 10Mpixelový „teleobjektiv“ se světelností f/2.4 a dvojnásobným optickým přiblížením (2× zoom [zuːm]), třetí – ultraširokoúhlý – fotoaparát (8Mpixel) má úhel záběru 120°, čtvrtý, s 5 megapixely, má selektivní hloubku ostrosti (anglicky depth of field) a konečně pátý, (24Mpixelový), je umístěn vpředu.

### Software
Operačním systémem je Android 8.0 Oreo s grafickou nadstavbou Samsung Experience 9.0.

## Galaxy A9s
Model A9s se svým designem i specifikacemi modelu A9 podobá, je však určen výlučně pro čínský trh.